# Vera Igorjevna Zvonarjova
Vera Igorjevna Zvonarjova [vêra ígorjevna zvonarjóva] (rusko Вера Игоревна Звонарёва), ruska tenisačica, * 7. september 1984, Moskva, Rusija.